# قلعه نیاز
قلعه نیاز یک منطقهٔ مسکونی در افغانستان است که در ولایت بادغیس واقع شده‌است.